# 표도르 (로봇)

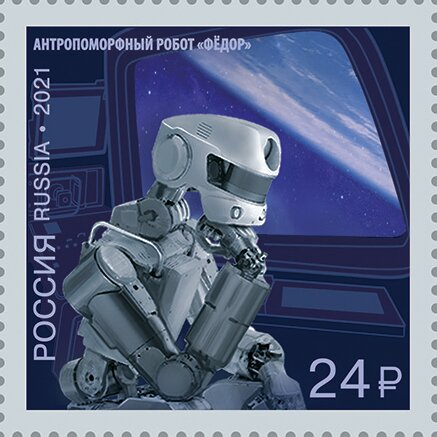

표도르는 러시아의 휴머노이드 로봇이다. 인간과 똑같이 두팔과 두다리로 직립보행을 한다.

## 역사
표도르는 본래 러시아가 긴급 상황을 위해 연구한 긴급구조 작업용 제품이다.
2016년 협약 사항에 따르면 우주 로봇 프로젝트의 원가는 24억루블(약 434억 8800만원) 수준이었다. 우주정거장에서 200 kg 화물을 운반하는데 쓰려고 했던 우주 로봇 프로젝트는 중단되었고, 대신 표도르를 우주정거장에 투입하기로 했다.
2019년 8월 22일, 소유스 MS-14 유인우주선에 실려 국제우주정거장으로 발사되었다. 3인의 우주인이 탑승하는 소유즈 우주선을 개조해 표도르 하나가 탑승하는 좌석을 만들었다.
키 180 cm, 무게 160 kg이다.
러시아 재난당국인 비상사태부 연구기금과 로봇 개발 생산업체 안드로이드나야 테흐니카가 함께 개발했다. 이 로봇은 지상에서도 유출 방사성 물질 제거, 지뢰 제거, 까다로운 구출 작업 등 위험한 작업에서 유용하게 사용될 수 있을 것으로 기대된다.
아바타 모드로 전환하면 VR 고글을 쓴 원격 조종사의 동작대로 로봇이 움직인다. AI 모드에서는 스스로 움직인다.
물건을 들어올리고 운전을 하거나 인간과 악수까지 할 수 있다. 국제우주정거장(ISS) 임무나 달 식민지 건설에 투입될 예정이다.

## 같이 보기
- 키로보